# Fundina
Fundina (cyr. Фундина) – wieś w Czarnogórze, w gminie Podgorica. W 2011 roku liczyła 238 mieszkańców.